# Чорнобиль, ніч кінця світу
«Чорнобиль, ніч кінця світу» (ісп. Chernóbil, la noche del fin del mundo) — іспанський документальний фільм виробництва Plural Entertainment, представлений журналістом і ведучим Milenio 3 (Cadena SER) і Cuarto Milenio (Cuatro), Ікером Хіменесом.
Прем'єра документального фільму відбулася в кінотеатрі Yelmo Islazul у Мадриді 11 червня 2008 року.

## Деталі

### Холодний початок (Cold open)

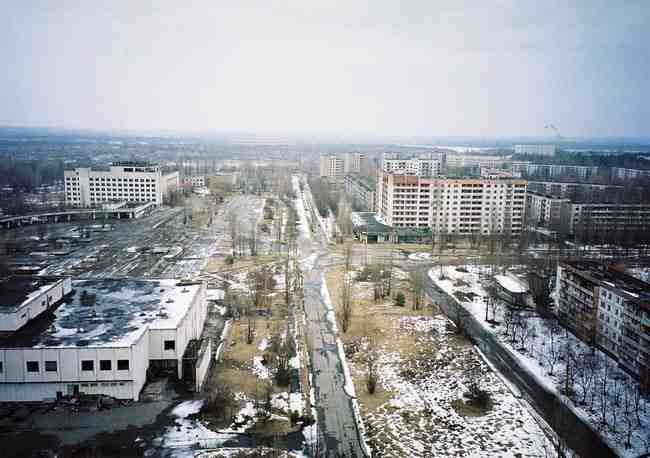
Покинуте місто Прип'ять, зображення якого можна побачити в холодну пору року за допомогою аерофотозйомки, фото Олени Філатової.

Документальний фільм, що є репортажем, починається з Холодного початку де ми бачимо кадри покинутого міста Прип'ять (те, що зараз відомо як зона відчуження) з висоти пташиного польоту, (які коментує Ікер Хіменес, порівнюючи цю катастрофу з днем кінця світу) а також зворушливими кадрами, зняті після катастрофи.
У цьому фрагменті можна побачити характерні образи, наприклад колесо огляду, яке радувало б дітей 1 травня, якби не ніч на 26 квітня 1986 року, коли вибухнув четвертий реактор ЧАЕС.

### Ніч аварії (Noche del accidente)
26 квітня 1986 року о 01:23 за місцевим часом в Україні стався вибух на атомній електростанції, викинувши в атмосферу кількість енергії, яка в 500 разів перевищила кількість енергії, яка була зруйнована бомбою Хіросіми та Нагасакі.
Після вибуху посеред ночі світлова сила, схожа на сонце, осяяла все місто та околиці Чорнобиля на кілометри; мешканці, які вийшли на балкони, щоб побачити світло, відчули щось на кшталт дощу на своїх плечах, але коли вони торкнулися один одного, ніхто з них не був мокрим, а навпаки, відчув тепло. Адже на них падали субатомні частинки, невидимі для них.

### Через кілька годин (Horas después)

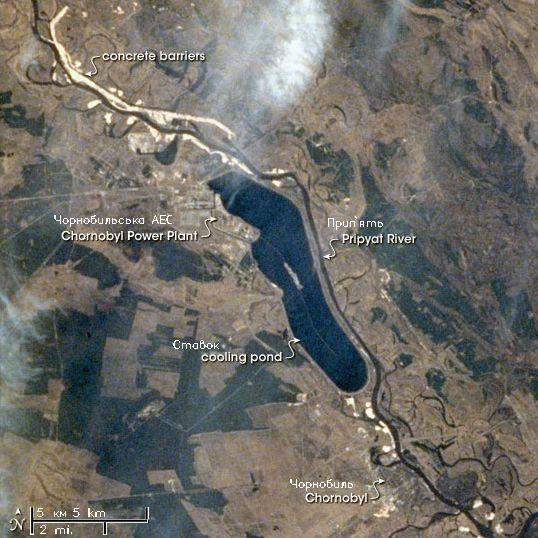
Чорнобильська зона. Знято російською космічною станцією «Мир» у 1997 році.

Кількість викинутого радіоактивного матеріалу, приблизно в 500 разів більша, ніж при вибуху атомної бомби в Хіросімі. Вибух спричинив смерть 31 людини та змусив уряд колишнього Радянського Союзу евакуювати близько 135 000 людей і викликав міжнародну тривогу, оскільки радіоактивність була виявлена в декількох європейських країнах.
Що стосується світу, то радіоактивна хмара обійшла світ тричі.
Першою країною, яка підняла тривогу, була Швеція, коли в черевиках оператора однієї з її електростанцій було виявлено високий рівень радіоактивності. Після визначення джерела витоку радіоактивності радянський уряд заперечив, що щось відбувається на одній з його електростанцій, в той час, як добровольці та пожежники боролися з вогнем протягом 10 годин. Причиною приховування серйозної події було уникнення паніки серед цивільного населення, яке не знало, що живе під постійними атомними опадами.

### Ланцюжок помилок (Cadena de errores)

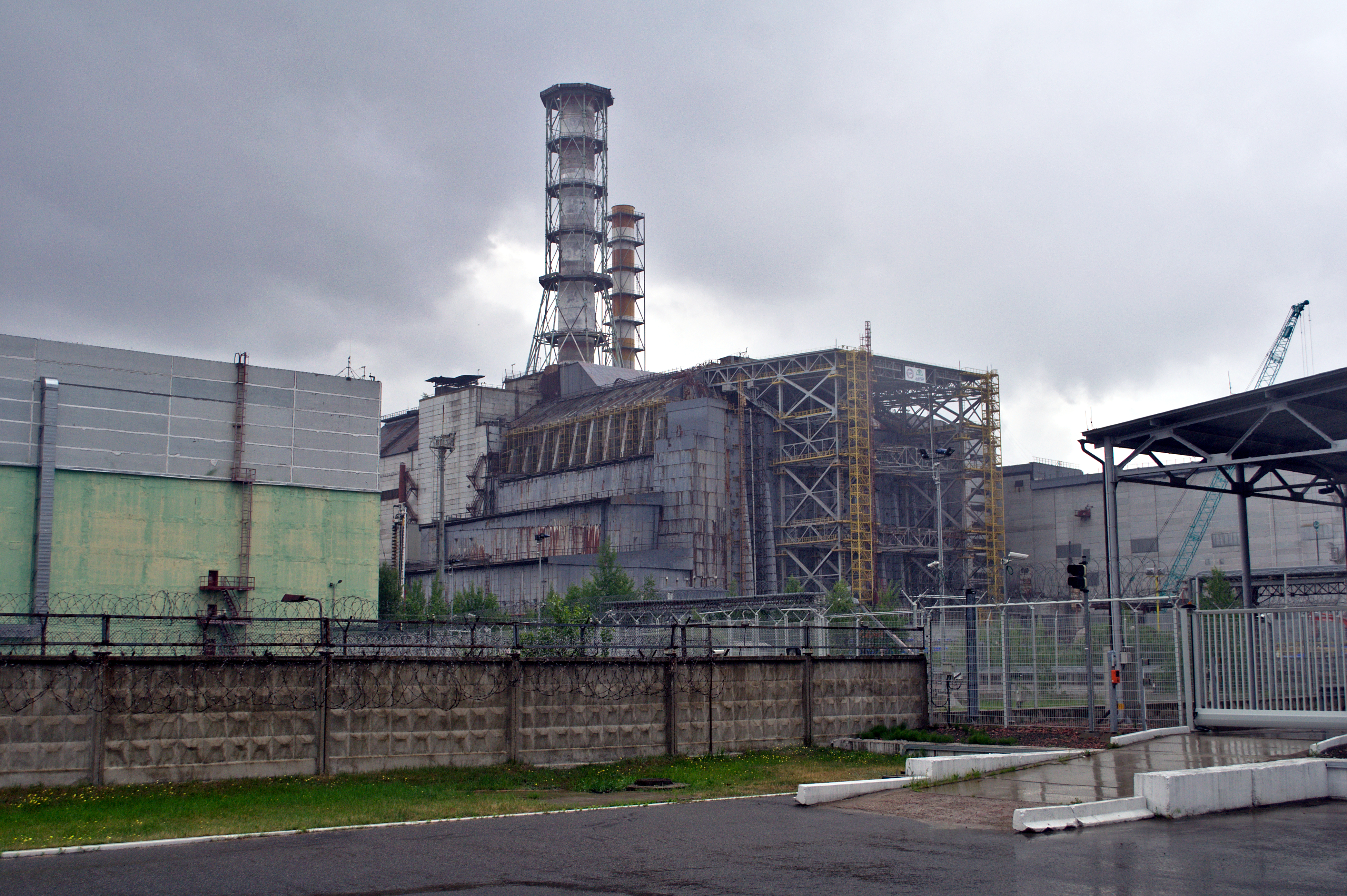
Реактор № 4 сьогодні.

Радіоактивні елементи складаються з трьох діапазонів: альфа-промені (не проходять через папір або папку), бета (проходять через частини тіла, не зачіпаючи деякі органи) та гамма-промені (елемент, який проходить навіть крізь сталь). Тієї ночі електростанція випромінювала гамма-промені.
За словами Хіменеса, існує 110 версій того, що сталося, а також те, що деякі державні установи приховують інформацію про помилки та недбалість, які мали місце в той час.
Тієї ночі планувалося провести експеримент з безпеки, який полягав у використанні переваги обертового руху генераторів змінного струму з мінімальною продуктивністю системи. Серцевиною установки є радянська модель РБМК-1000 з міцним циліндром діаметром 14 см, всередині якого знаходяться графітові стрижні, а всередині кожного з них ядерне паливо.
Оператори, переконані в безпеці станції, допускають ланцюжок помилок, які ніколи раніше не пояснювалися.
01:07 На панелі керування троє операторів бачать, що починає відбуватися серія аномалій, раптом вони починають чути сильні удари з ядра, попри це, вони продовжують експеримент, щоб максимально використати електричну енергію.
01:22 Ситуація починає погіршуватися, крізь кірку металевих кубів вони бачать, як виходить червонувата хмара, газ, з якого складається «хмара» — ксенон, дуже важкий газ, який може зруйнувати ядерний поділ через його окислювальну сполуку з киснем. Ставши свідками події, працівники обговорюють, що робити, не знаючи, як розв'язати проблему. Одним із рішень було натиснути кнопку «аварійна зупинка», але вони цього не зробили.
01:23 Удари починають посилюватися і починає поширюватися паніка. Зрештою вони натискають кнопку переривання, але вона не відповідає. Як захід, було наказано опустити систему графітових стрижнів, щоб зменшити енергію, яка утворювалася внизу: ці стрижні мають властивість затримувати частинки, що вивільняються в результаті ядерного поділу, і запобігати подальшим поділам (ланцюгова реакція), і таким чином регулювати енергію, що вивільняється. Зрештою, вони натискають на кнопку переривання, але вона не реагує.
01:24 Лунає потужний вибух, усі блоки, вагою по 300 кілограмів кожен, підстрибують у повітря, інтенсивність вибуху викликала яскравість, як сонце опівночі.
Елементи, які забруднили Чорнобиль, складаються з:
- Йод 131; (131I) 8 днів
- Цезій 137 (137Cs) 30 років
- Стронцій 90 (90Sr) 90 років
- Ксенон 133 (133Xe) 6 ст
- Плутоній 239 (239Pu) 24 000 років

Електростанція була майже повністю затемнена, люди, які пережили вибух, почали відчувати запаморочення і нудоту, а їхня шкіра потемніла, коли вони виходили на вулицю. Після того, як їх доставили до лікарні в Прип'яті, багато хто помер після довгих мук, в інших органи практично розчинилися.

### Відкриття рентгенівських променів
Ікер Хіменес пояснює, що 100 років тому, Вільгельм Рентген виявив радіоактивність під час роботи у своїй лабораторії в 1895 році. Експериментуючи з катодними променями через трубку, загорнуту в чорний папір, і коли кімната була в темряві, він раптом побачив зеленувате флуоресцентне світло, що проходило через кімнату, світло змогло пройти через його руку і він побачив свої кістки.
Рентген зробив висновок, що це енергія, невідома людині, і назвав її «промені інкогніти» або, іншими словами рентгенівські промені. Пізніше за своє відкриття він отримає Нобелівську премію з фізики.
На його честь названо класичну одиницю для вимірювання дози радіоактивності.

### Ігор Костін
О 04:30 26 квітня Ігор Костін, тодішній фотограф інформаційного агентства «Новини», отримав повідомлення від військового пілота про те, що в Чорнобилі почалася пожежа.
Опівдні з гелікоптера Мі-8 він спостерігає за руйнівними наслідками вибуху, фокусуючи камеру на об'єкті. Зробивши 20 кадрів, фотоапарат виходить з ладу і припиняє свою роботу.
Незабаром у пасажирів гелікоптера починає паморочитися голова, вони не підозрюють, що летять над хмарою радіоактивних газів.
Проявляючи плівку, Костін виявляє, що всі зображення, окрім одного, розмиті через забруднення.

### Ліквідатори (Los liquidadores)
Радянський уряд відібрав кілька груп чоловіків для боротьби з радіацією та спроб загасити пожежу. Вони були одягнені лише у свинцеві фартухи та маски, також відомі як «свинячі рила» через їхню форму та виразки, які вони спричиняли на обличчі. Деякі з них, зголосилися піти добровільно, а інші були зобов'язані службою. Вони йшли на вірну смерть, не знаючи, з чим їм доведеться зіткнутися.
Чоловікам давали 3-хвилинні зміни, оскільки свинцеве спорядження не захищало від радіації. Їхнє завдання полягало в тому, щоб кидати радіоактивні уламки в яму, також уряд обіцяв їм величезну винагороду (помножену на 6), чоловіки з радістю прийняли пропозицію. Багатьом солдатам запропонували шанс закінчити військову кар'єру в обмін на те, що вони виконають цю роботу.
Їх праця була увічнена кількома меморіалами по всій мертвій зоні.

### Апокаліпсис святого Іоанна

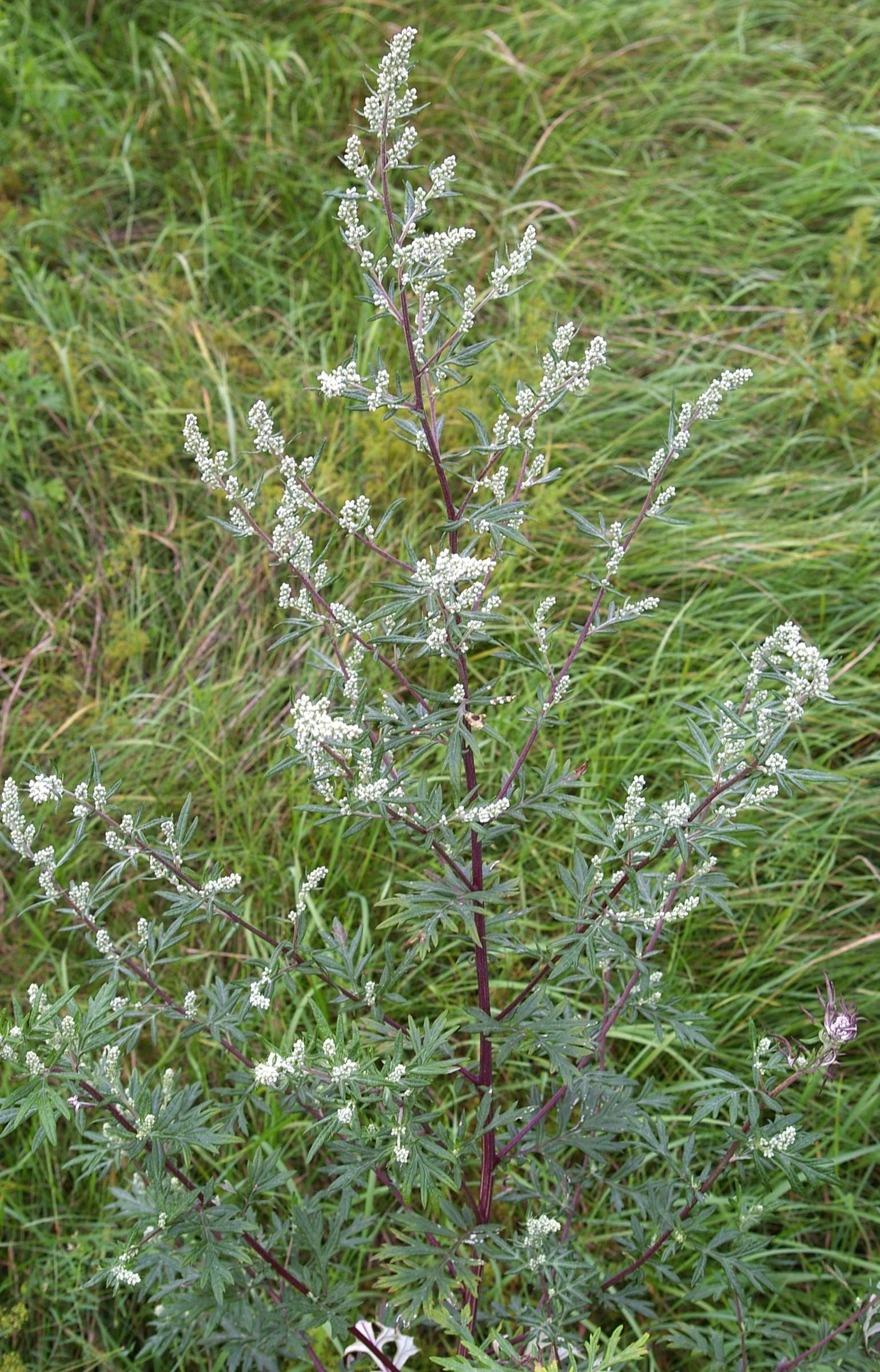
Полин.

Ікер Хіменес пов'язує Чорнобильську катастрофу з текстом Апокаліпсису Івана Євангеліста:
Третій ангел затрубив, і впала з неба велика зірка, що палала подібно до світильника, і впала на третю частину рік і на джерела вод. 11 Ім’я цієї зірки “полин”; і третя частина вод стала, як полин, і багато з людей померло від вод, тому що вони стали гіркі.— 8:10-11
У документальному фільмі Хіменес показує глядачам гілку полину, рослини, від якої автор Апокаліпсису взяв назву зірки смерті. Так сталося, що російською мовою Чорнобиль означає полин, принаймні один з його різновидів: адже чорнобиль — це дуже поширений різновид полину в цій місцевості, тому місто та отримало таку назву. Іншим тлумаченням є назва українською мовою: Чорнобиль, де чорно означає «чорний», а биль — «трава», що означає «чорна трава».